# Shaanxi Y-8
Thiểm Tây (Shaanxi) Y-8 hoặc Yunshuji-8 (tiếng Trung Quốc: 运 -8) là máy bay vận tải tầm trung sản xuất bởi Công ty Máy bay Thiểm Tây của Trung Quốc, dựa theo máy bay Antonov An-12 của Liên Xô. Nó đã trở thành một trong những máy bay vận tải / vận chuyển hàng hóa quân sự và dân sự phổ biến nhất của Trung Quốc, với nhiều phiên bản được sản xuất và xuất khẩu. Mặc dù An-12 không còn được chế tạo ở Ukraine, Y-8 của Trung Quốc tiếp tục được nâng cấp và sản xuất. Ước tính có khoảng 169 máy bay Y-8 đã được đóng vào năm 2010.

## Thiết kế và phát triển
Trong những năm 1960, Trung Quốc đã mua một số máy bay An-12 từ Liên Xô, cùng với giấy phép lắp ráp máy bay tại địa phương. Tuy nhiên, do sự chia rẽ Trung-Xô, Liên bang Xô viết đã rút khỏi hỗ trợ kỹ thuật. Công ty Máy bay Tây An và Viện thiết kế máy bay Tây An đã nghiên cứu chuyển đổi kỹ thuật An-12 cho sản xuất địa phương. 
Thiết kế của chiếc máy bay đã được hoàn thành vào tháng 2 năm 1972. Các đặc điểm chính của Y-8 bao gồm một mũi bóng và tháp pháo sáng được làm bằng máy bay ném bom H-6, một thiết bị xếp hàng Thay vì băng tải trên cao, và hệ thống oxy khí như trái ngược với một hệ thống oxy lỏng. Phiên bản Y-8 ban đầu được thừa hưởng pháo tháp pháo hai ly của An-12, nhưng loại này đã được loại bỏ bằng các biến thể tiếp theo.
Ngoài Trung Quốc ra, Shaanxi Y-8 cũng được sử dụng ở Myanmar, Pakistan, Sudan, Tanzania và Venezuela.

## Tai nạn
- Vụ rơi máy bay Không quân Myanmar Shaanxi Y-8 2017